# Bronisław Huberman
Bronisław Huberman   (Częstochowa, 19 de desembre de 1882 - Corsier-sur-Vevey, 16 de juny de 1947) va ser un violinista i professor polonès d'origen jueu. És un dels violinistes polonesos més destacats del segle XX.

## Biografia
Era fill dels jueus assimilats Jankiel (Jakub) i Etla (Aleksandra) de soltera Goldman (nascuda el 1863 a Włodawa). Va començar a aprendre a tocar el violí sota la supervisió de M. Michałowicza i J. Rozen. Ràpidament es va guanyar la reputació de "nen prodigi" i va començar una carrera brillant. El 1892, va començar a aprendre a tocar el violí a Berlín, sota la supervisió del professor i violinista de fama mundial, Joseph Joachim. En aquell moment, ja donava concerts a Viena, i un any més tard a Alemanya, els Països Baixos, Bèlgica i França. Del seu mecenes i tutor, el comte Jan Zamoyski va rebre un violí Gibson fabricat per Stradivarius.
El 1896, Huberman va interpretar el concert de Brahms a Viena en presència del compositor. Un any més tard, després de tocar una sèrie de concerts a Europa, va marxar als EUA. Aviat es va convertir en un dels virtuosos del violí més famosos. Va col·laborar artísticament amb, entre d'altres, el violoncel·lista Pau Casals i el pianista Ignaz Friedman. Junts, el 1927, van interpretar els trios complets de L. van Beethoven com a part de les celebracions del centenari de la mort del compositor.
Huberman va ser l'iniciador de la creació de l'Orquestra Filharmònica d'Israel a Tel Aviv. També va ser un propagador de la idea d'una Europa Unida. Va impartir conferències i va publicar articles sobre aquest tema. També va participar en activitats pedagògiques. Una de les seves alumnes va ser Irena Dubiska. Va dirigir una classe magistral a l'"Akademie für Musik" de Viena.
El violí Gibson ex Huberman Stradivarius de 1713 de Huberman va ser robat del camerino dels artistes del Carnegie Hall de Nova York el 1936. El lladre, músic itinerant de professió, va conservar el violí robat fins al final de la seva vida i només es va confessar a la seva dona al seu llit de mort. El violí va ser comprat el 2001 pel violinista estatunidenc Joshua Bell.

## Família
La seva esposa des del 1910 va ser l'actriu Elza Małgorzata Galafres (1879–1977), amb qui va tenir un fill, Jan Bronisław (nascut el 1911 a Viena), tots dos de fe evangèlica-reformada.

## Ordres i condecoracions
- Creu d'Oficial de l'Orde Polònia Restituta (28 d'abril de 1926)[3][4]
- Cavaller de l'Orde de la Legió d'Honor (França)[5]

## Commemoració
- El Festival Internacional de Violí Bronisław Huberman se celebra a Częstochowa.

La Filharmònica de Częstochowa també porta el seu nom.